# Rodrigo Quiñones Cárdenas
Rodrigo Quiñones Cárdenas (Colombia, siglo XX) es un exmilitar colombiano.
Fue Contralmirante de la Armada de la República de Colombia.

## Biografía
Es director del Instituto de Estudios Geoestratégicos y Asuntos Políticos de la Universidad Militar Nueva Granada.
Ha sido acusado por el Caso Red de Inteligencia No. 07 de la Armada Nacional, que operó entre 1991 y 1993 en Santander y Magdalena Medio.
Fue investigado por la omisión en la masacre de 58 personas en Bolívar y Sucre, fue absuelto en 2004.
En 2012, quedó en firme su destitución por omisión en la Masacre de Chengue en 2001 por las Autodefensas Unidas de Colombia (AUC).
En declaraciones de exparamilitares ha sido nombrado como colaborador de estas estructuras. Mencionado por Juan Vicente Gamboa Valencia, alias "Pantera", cuando Quiñones era comandante de la Primera Brigada de Infantería de Marina en 2000; los coroneles Díazgranados Mantilla, Bautista Cárcamo y Harold Mantilla Serrano, y el capitán Becerra Durán.Así mismo ha sido mencionado por Salvatore Mancuso.